# Великая ложа Французский масонский альянс
Великая ложа Французский масонский альянс (ВЛ ФМА) (фр. Grande Loge de l'Alliance maçonnique française) — французская великая ложа, созданная в апреле 2012 года. Основу новой великой ложи составили масоны вышедшие из Великой национальной ложи Франции.

## История
ВЛ ФМА родилась в ходе раскола произошедшего в 2011—2012 годах в Великой национальной ложе Франции (ВНЛФ). В 2011—2012 годах, по причине нарушения масонской регулярности и внутренних проблем в ВНЛФ, 34 иностранные Великие ложи отозвали своё «признание» у ВНЛФ. Это явилось серьёзным поводом для возникновения раскола. Из ВНЛФ вышла группа братьев численностью 5000 человек, и в апреле 2012 года они учредили ВЛ ФМА. Одной из приоритетных задач для ВЛ ФМА является создание новых связей с регулярными великими ложами мира.

## Руководство ВЛ ФМА
Президентом и одним из основателей этого послушания является Ален Жюлли. Он был избран в апреле 2012 года.
Великие мастера:
- Ален Жюлли (2012—2015)[3]
- Клод Бо (2015—2016)[3]
- Доминик Моро (2016—2018)[3]
- Жан-Рене Даль (2018—2020)[3]
- Фред Пикаве (2021-)

## Перспективы развития
На конец 2012 года в ВЛ ФМА численность составляла 12 000 масонов. По заявлениям руководства, к концу 2013 года планировалось увеличение численности до 18 000, в основном за счёт выходящих из ВНЛФ. На январь 2014 года общая численность послушания оценивалась в 14 200 масонов. На 2019 год численность оценивалась в 15 000 масонов объединённых в 700 лож.

## Практикуемые уставы
- Древний и принятый шотландский устав
- Французский устав
- Исправленный шотландский устав
- Ритуал Эмулейшн
- Стандартный шотландский ритуал
- Йоркский устав